# Kabinett Boumedienne III

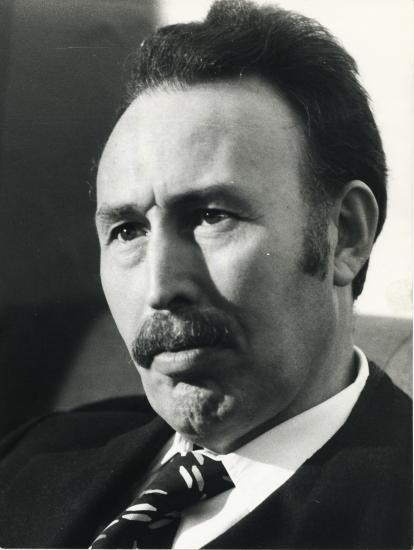
Houari Boumedienne war von 1965 bis 1978 Staatspräsident und Premierminister Algeriens

Das Kabinett Boumedienne III wurde in Algerien am 23. April 1977 von Staatspräsident und Premierminister Houari Boumedienne gebildet und löste das zweite Kabinett Boumedienne ab. Boumedienne blieb bis zu seinem Tode am 27. Dezember 1978 als Staatspräsident und Premierminister im Amt. Im Anschluss kam es zu einer Übergangsregierung des kommissarischen Staatspräsidenten Rabah Bitat, ehe am 8. März 1979 mit dem bisherigen Innenminister Mohamed Ben Ahmed Abdelghani ein neuer Premierminister berufen und das erste Kabinett Abdelghani gebildet wurde.

## Mitglieder des Kabinetts

### Mitglieder des Kabinetts
| Amt                                                                      | Amtsinhaber                  | Beginn der Amtszeit |
| ------------------------------------------------------------------------ | ---------------------------- | ------------------- |
| Staatspräsident, Premierminister und Minister für nationale Verteidigung | Houari Boumedienne           | 23. April 1977      |
| Außenminister                                                            | Abd al-Aziz Bouteflika       | 23. April 1977      |
| Minister für Landwirtschaft und Agrarreformen                            | Mohamed Tayebi Larbi         | 23. April 1977      |
| Innenminister                                                            | Mohamed Ben Ahmed Abdelghani | 23. April 1977      |
| Minister für Wasserkraft, Landentwicklung und Umweltschutz               | Ahmed Bencherif              | 23. April 1977      |
| Transportminister                                                        | Ahmed Draïa                  | 23. April 1977      |
| Beratender Minister beim Staatspräsidenten                               | Ahmed Taleb Ibrahimi         | 23. April 1977      |
| Minister für öffentliche Arbeiten                                        | Boualem Benhamouda           | 23. April 1977      |
| Minister für Leichtindustrie                                             | Belaid Abdessalam            | 23. April 1977      |
| Finanzminister                                                           | Mohamed Seddik Benyahia      | 23. April 1977      |
| Minister für Veteranen                                                   | Mohamed Saïd Mazouzi         | 23. April 1977      |
| Minister für Religionsangelegenheiten beim Staatspräsidenten             | Mouloud Kacem Naît Belkacem  | 23. April 1977      |
| Minister für Volksgesundheit                                             | Saïd Aït Messaoudène         | 23. April 1977      |
| Bildungsminister                                                         | Mostefa Lacheraf             | 23. April 1977      |
| Justizminister                                                           | Abdelmalek Benhabylès        | 23. April 1977      |
| Minister für Hochschulbildung und wissenschaftliche Forschung            | Abdelatif Rahal              | 23. April 1977      |
| Minister für Post und Telekommunikation                                  | Mohamed Zerguini             | 23. April 1977      |
| Minister für Arbeit und berufliche Bildung                               | Mohamed Amir                 | 23. April 1977      |
| Minister für Wohnungs- und Bauwesen                                      | Abdelmadjid Aouchiche        | 23. April 1977      |
| Handelsminister                                                          | M’Hamed Hadj Yala            | 23. April 1977      |
| Minister für Information und Kultur                                      | Redha Malek                  | 23. April 1977      |
| Tourismusminister                                                        | Abdelghani Akbi              | 23. April 1977      |
| Minister für Jugend und Sport                                            | Djamal Houhou                | 23. April 1977      |
| Minister für Schwerindustrie                                             | Mohamed Liassine             | 23. April 1977      |
| Minister für Energie und petrochemische Industrie                        | Sid Ahmed Ghozali            | 23. April 1977      |
| Staatssekretär für Planung                                               | Kamel Abdellah Khodja        | 23. April 1977      |
| Generalsekretär im Präsidialamt                                          | Abdelmadjid Allahoum         | 23. April 1977      |
| Generalsekretär der Regierung                                            | Smail Hamdani                | 23. April 1977      |